# Grand comptage de phoques

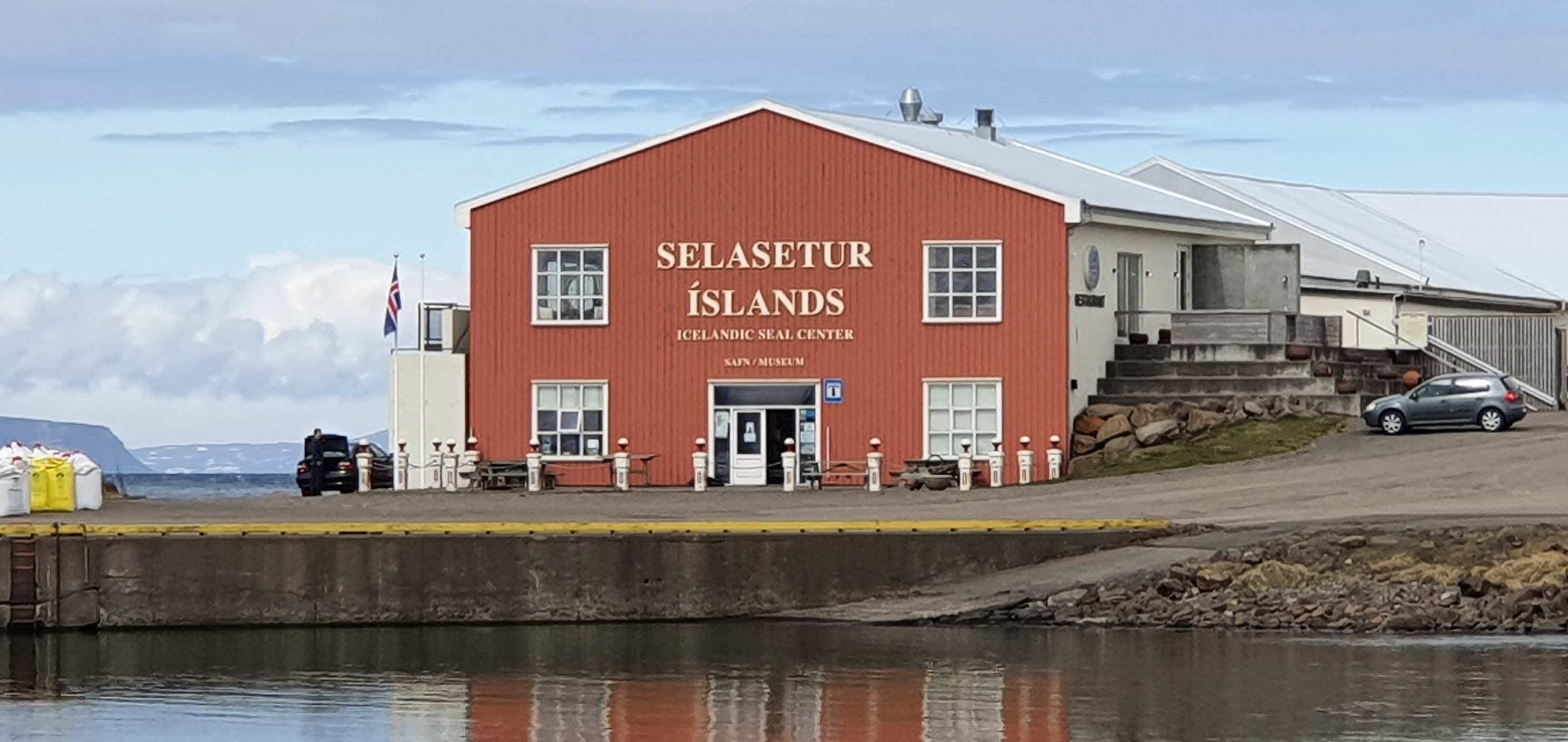
Centre islandais du phoque situé à Hvammstangi

Le Grand comptage de phoques est un événement organisé par le département de recherche du Centre islandais du phoque situé à Hvammstangi.
Le Centre islandais du phoque a tout d'abord travaillé en collaboration avec l'institut islandais de pêche, puis avec son successeur, l'Institut islandais de recherche marine. Ensemble, ces institutions ont été responsables de diverses recherches portant sur les phoques d'Islande. L'une des principales zones de recherche étant Vatnsnes et Heggstaðarnes à Húnaþing vestra, il est important de surveiller de près le nombre et la répartition des phoques dans ces zones.
La réputation du grand comptage de phoques s'est  répandue de façon globale car en 2009, des personnes venant du Brésil  avaient planifié leur voyage autour de l'Islande afin de pouvoir s'y joindre. Le recensement de 2021 comprenait des volontaires venant d'Allemagne, de Finlande, d'Israël, des États-Unis, d'Angleterre, d'Italie, de France, ainsi qu'un bon groupe de World Wide Friends.

## Objectif
L'un des objectifs du centre islandais du phoque est de sensibiliser le grand public aux phoques et aux recherches menées à leur sujet. Ceci se fait à l'aide du musée permanent localisé à Hvammanstangi ainsi que via la publication de leurs recherches en collaboration avec l'Université d'Hafró et Hólar. L'objectif du grand comptage des phoques est donc de soutenir la poursuite de ces recherches et de renforcer le contenu du musée grâce à l'acquisition de données sur le nombre de phoques présents dans la région. Ceci contribue également au développement d'un tourisme animalier durable. 

## Mise en œuvre
Un comptage de phoques a lieu annuellement depuis 2007 à Vatnsnes et depuis 2009 à Heggstaðarnes à Húnaþing vestra. Au cours de cette journée, les scientifiques épaulés par les  bénévoles, comptent les phoques échoués sur les plages des deux zones représentant environ 100 kilomètres de côte. De cette façon, les bénévoles contribuent à des travaux de recherche tout en profitant de l'observation des phoques  dans leur habitat naturel. 
Afin de couvrir la côte allant de Hrútafjörður jusqu'au fond de Sigríðastaðavatn, les volontaires sont répartis dans des zones allant de 2 à 10km de long. Chaque groupe est ensuite amené à compter les phoques de sa zone et de soumettre ses résultats, des jumelles sont indispensables.  
Avant de se lancer dans l'expédition, les bénévoles reçoivent  une introduction et une formation par les scientifiques afin de correctement recenser les phoques. 

## Résultats
Ces dénombrements ne sont qu'une indication du nombre minimum de phoques vivant dans ces zones et peuvent présenter des résultats biaisés, dus notamment aux conditions météorologiques variables. Cependant, les résultats restent utiles aux scientifiques car ils permettent d'évaluer l'état des populations de phoques dans ces deux zones et d'effectuer une comparaison d'année en année. L'obtention des chiffres comparables d'une année à l'autre est assurée par la supposition que l'on compte dans des conditions aussi similaires que possible chaque année. Le comptage a généralement lieu un dimanche fin juillet, lorsque le niveau de la mer est le plus proche possible de la marée basse. Le festival communautaire Eldur (anciennement Unglistahátið) prend également place à cette période. Le décompte commence et se termine respectivement deux heures avant et après marée basse, et se déroule en même temps dans toutes les zones afin d'éviter tout doublon.

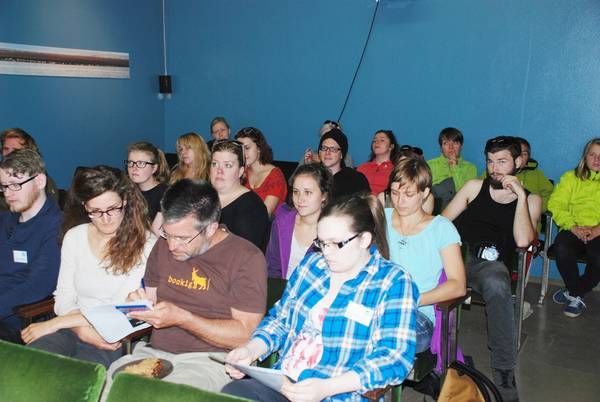
2014 - Le personnel et les bénévoles du centre préparent le décompte.

### Résultat des comptage précédents (majoritairement des phoques communs)
1. En fin août 2007, 727 phoques ont été dénombrés à Vatnsnes (55 km ).
2. En 2008, 1 126 phoques ont été dénombrés à Vatnsnes et Heggstaðanestá (75 km).
3. En 2009, 1 019 phoques ont été dénombrés à Vatnsnes et Heggstaðanes (100 km).
4. En 2010, 1 054 phoques ont été dénombrés à Vatnsnes et Heggstaðanes (100 km).
5. En 2011, 843 phoques ont été dénombrés à Vatnsnes et Heggstaðanes (100 km)
6. En 2012, 422 phoques ont été dénombrés à Vatnsnes et Heggstaðanes (100 km).
7. En 2013, 742 phoques ont été dénombrés à Vatnsnes et Heggstaðanes (100 km).
8. En 2014, 707 phoques ont été dénombrés à Vatnsnes et Heggstaðanes (75 km).
9. En 2015, 446 phoques ont été dénombrés à Vatnsnes et Heggstaðanes (100 km).
10. En 2016, 580 phoques ont été dénombrés à Vatnsnes et Heggstaðanes (100 km).
11. En 2021, 718 phoques ont été dénombrés à Vatnsnes et Heggstaðanes (107 km) par 58 volontaires
12. En 2022, 595 phoques ont été dénombrés à Vatnsnes (72 km)
13. En 2023, 549 phoques ont été dénombrés à Vatnsnes et Heggstaðanes (107 km) par 40 volontaires
14. En 2024, 550 phoques ont été dénombrés à Vatnsnes et Heggstaðanes (107 km) par 48 volontaires
15. En 2025, 445 phoques ont été dénombrés à Vatnsnes et Heggstaðanes (107 km).